# Jean-Pierre Vuillemin
Jean-Pierre Vuillemin (Rambervillers, 21 gennaio 1967) è un vescovo cattolico francese, vescovo di Le Mans dal 2023.

## Biografia
Nasce a Rambervillers nel 1967, ultimo di sei figli. Anche suo fratello François è sacerdote.

### Formazione e ministero sacerdotale
Per due anni partecipa alla cooperazione militare a Seul, mentre sul finire degli anni ottanta visita l'India, il Giappone e il Tibet, venendo in contatto con altre religioni come il buddismo, l'induismo e lo sciamanesimo.
Dopo aver trascorso tre anni a Parigi studiando diritto canonico, è ordinato sacerdote per la diocesi di Saint-Dié l'11 giugno 1994 dal vescovo Paul-Marie Guillaume.
Diventa quindi vicario parrocchiale a Bruyères tra il 1994 e il 1996, iniziando poi la formazione presso la facoltà di giurisprudenza dell'Istituto Cattolico di Parigi. Tra il 1999 e il 2004 è parroco di Saint-Pierre-Fourier di Mirecourt, poi fino al 2012 parroco di La-Croix-de-Virine di Dompaire, infine fino al 2019 decano della comunità delle parrocchie di Épinal.
Parallelamente alla sua attività di parroco, le sue competenze in diritto canonico gli permettono di ricoprire l'incarico di responsabile dell'ufficialità interdiocesana di Digione, Nancy, Saint-Dié e Verdun dal 1999 al 2011, poi di vice-responsabile dell'ufficialità interdiocesana di Besançon fino al 2012. È anche membro del consiglio episcopale fino alla sua nomina a vescovo. 

### Ministero episcopale
L'8 gennaio 2019 papa Francesco lo nomina vescovo ausiliare di Metz e titolare di Thérouanne. Poiché la nomina interessa una diocesi concordataria, il decreto viene firmato dal presidente della Repubblica francese Emmanuel Macron e pubblicato lo stesso giorno nel Journal officiel.
Riceve la consacrazione episcopale il 3 febbraio seguente dal vescovo Jean-Christophe Lagleize, vescovo di Metz, co-consacranti Didier Berthet, vescovo di Saint-Dié, e Marc Stenger, vescovo di Troyes.
Il 13 agosto 2021, in seguito alle dimissioni di Lagleize per motivi di salute, è nominato amministratore apostolico, carica che ricopre fino all'insediamento dell'arcivescovo Philippe Ballot alla sede di Metz, avvenuto il 4 settembre 2022. Durante la messa di insediamento di Ballot, viene annunciata la sua nomina a vicario generale della diocesi.
Il 3 aprile 2023 papa Francesco lo nomina vescovo di Le Mans, insediandosi il 21 aprile successivo alla presenza di Celestino Migliore, nunzio apostolico in Francia, e Pierre d'Ornellas, arcivescovo metropolita di Rennes. 

### Curiosità
Dall'età di 22 anni si dedica anche all'attività di apicoltore: per questa ragione nel suo stemma vescovile sono presenti delle api e un'arnia.

## Genealogia episcopale
La genealogia episcopale è:
- Cardinale Guillaume d'Estouteville, O.S.B.Clun.
- Papa Sisto IV
- Papa Giulio II
- Cardinale Raffaele Riario
- Papa Leone X
- Papa Paolo III
- Cardinale Francesco Pisani
- Cardinale Alfonso Gesualdo
- Papa Clemente VIII
- Cardinale Pietro Aldobrandini
- Cardinale Laudivio Zacchia
- Cardinale Antonio Barberini, O.F.M.Cap.
- Cardinale Nicolò Guidi di Bagno
- Arcivescovo François de Harlay de Champvallon
- Cardinale Louis-Antoine de Noailles
- Vescovo Jean-François Salgues de Valderies de Lescure
- Arcivescovo Louis-Jacques Chapt de Rastignac
- Arcivescovo Christophe de Beaumont
- Cardinale César-Guillaume de La Luzerne
- Arcivescovo Gabriel Cortois de Pressigny
- Arcivescovo Hyacinthe-Louis de Quélen
- Vescovo Louis-Charles Féron
- Vescovo Pierre-Alfred Grimardias
- Cardinale Guillaume-Marie-Romain Sourrieu
- Cardinale Léon-Adolphe Amette
- Arcivescovo Benjamin-Octave Roland-Gosselin
- Cardinale Paul-Marie-André Richaud
- Cardinale Paul Joseph Marie Gouyon
- Vescovo Charles-Auguste-Marie Paty
- Arcivescovo Hubert Barbier
- Vescovo Jean-Christophe Lagleize
- Vescovo Jean-Pierre Vuillemin